# FINAL CALL
「FINAL CALL」（ファイナル・コール）は、D'espairsRayの13枚目のシングル。2009年9月9日発売。

## 解説
メジャーデビュー後初のシングル。バンド結成10周年となる2009年9月9日に発売された。オリコンのウィークリー・チャートでは自己最高となる16位を記録した。
初回限定盤A、B、通常盤の3パターンで発売。初回限定盤Aには「PSYCHEDELIC PARADE in EUROPE」2009年7月 EUツアー・ドキュメント映像、初回限定盤Bには「FINAL CALL」PVが収録されたDVDを付属、通常盤には初回限定盤に収録されていない「Ark in the storm」が収録されている。

## 収録曲
1. FINAL CALL
（作詞：HIZUMI 作曲：Karyu）
2. GOING ON!
（作詞：HIZUMI 作曲：TSUKASA）
3. Ark in the storm
（作詞：HIZUMI 作曲：Karyu）
  - 通常盤にのみ収録。